# Eliane Becks Nininahazwe
Pour les articles homonymes, voir Becks.
Eliane Becks Nininahazwe, née à Murira dans la commune de Gihanga en province de Bubanza, au Burundi, en 1976, est une musicienne, chanteuse et danseuse néerlando-burundaise. C'est aussi une militante de la lutte contre le sida.

## Biographie
Eliane Nininahazwe grandit dans une famille catholique, dans un climat marqué à l'époque au Burundi par des violences ethniques entre les Hutus et les Tutsis. En 2003, elle se marie à un Hollandais qui travaille pour Oxfam  et s'installe avec lui en Angola. Lors d'un contrôle de routine pour le diabète, elle s'aperçoit qu'elle est VIH-positif . Elle se rend régulièrement en Afrique du Sud, pour un traitement, et déménage en 2007 avec sa famille aux Pays-Bas. Bien qu'elle soit toujours positive au VIH, le virus depuis 2016 n'est plus détectable dans le sang, et ses enfants sont tous séronégatifs.
Elle enseigne la musique africaine et la danse. Elle joue du  djembé, et d'indonongo, un instrument à corde avec une seule corde, en fibres végétales, tendue sur un rameau fléchi, comprenant aussi une caisse de résonance en corne de vache et joué au Burundi par les hommes. L’archet en forme d’arc, est composé lui aussi d’une corde,. Elle enregistre deux albums, Ramba et Indonongo.

## Militantisme
En dépit de la stigmatisation et du risque d'isolement social, elle décide de parler ouvertement de sa maladie pour briser le tabou et favoriser une information, non seulement aux Pays-Bas, mais aussi au Burundi,,. Depuis 2014, elle consacre du temps à l'information dans les écoles, et pour la campagne Hiv uit de kast [le VIH sort du placard] de la Hiv Vereniging. Selon le Journal Burundi Eco, elle est la première femme noire à oser parler ouvertement de sa séropositivité, et obtient en 2016, un prix de la Voice Achievers, une récompense attribuée par l' Africa Voice Magazine,. 
À l'occasion de la journée mondiale du sida 2016, elle est représentée sur les colonnes Morris, avec le texte  Ik heb hiv en God houdt van mij [J'ai le VIH et Dieu m'aime], et elle joue dans l'émission de télévision No socks no shoe [Pas de chaussettes, pas de chaussures] de GAM TV.